# Bricquebec
Bricquebec è un comune francese di 4 047 abitanti situato nel dipartimento della Manica nella regione della Normandia.

## Società

### Evoluzione demografica
Abitanti censiti